# Platja de la Murtra
Platja de la Murtra är ett berg i Spanien.   Det ligger i provinsen Província de Barcelona och regionen Katalonien, i den östra delen av landet, 500 km öster om huvudstaden Madrid. Toppen på Platja de la Murtra är 105 meter över havet.
Terrängen runt Platja de la Murtra är kuperad åt nordväst, men söderut är den platt. Havet är nära Platja de la Murtra åt sydost.  Närmaste större samhälle är Mataró, 13,9 km sydväst om Platja de la Murtra. 